# Joanna Canton
Joanna Canton (* 1978) ist eine US-amerikanische Schauspielerin.

## Biografie
Canton begann ihre Karriere als Schauspielerin 1995. Seitdem wirkte sie in einigen Kino- und Fernsehproduktionen mit. Canton spielt hauptsächlich Nebenrollen in Filmen und Fernsehserien. Im Jahr 2000 spielte sie im Horrorfilm Convent eine Hauptrolle. Im deutschsprachigen Raum wurde sie vor allem durch die Verkörperung der Nina aus der Sitcom Die wilden Siebziger bekannt, wo sie die Freundin des Charakters Fez ist. 

## Filmografie
- 1995: Entführt – Die furchtbare Wahrheit (The Face on the Milk Carton, Fernsehfilm)
- 1995: Das Empire Team (Empire Records)
- 1995: Blue River (Fernsehfilm)
- 1997: The Killing Secret – Jung, reich, gnadenlos (The Secret, Fernsehfilm)
- 1997: Mord aus Eifersucht – Wenn Schüler töten (Love’s Deadly Triangle: The Texas Cadet Murder, Fernsehfilm)
- 1999: Brimstone (Fernsehserie, eine Folge)
- 1999: X-Factor: Das Unfassbare (Beyond Belief: Fact or Fiction, Fernsehserie, eine Folge)
- 1999: Die Frau meines Lehrers (My Teacher's Wife)
- 1999: One World (Fernsehserie, eine Folge)
- 1999–2000: Noch mal mit Gefühl (Once and Again, Fernsehserie, zwei Folgen)
- 2000: JAG – Im Auftrag der Ehre (JAG, Fernsehserie, eine Folge)
- 2000: Convent (The Convent)
- 2000: Voll daneben, voll im Leben (Freaks and Geeks, Fernsehserie, eine Folge)
- 2000: Chaos City (Spin City, Fernsehserie, eine Folge)
- 2001: Allein unter Nachbarn (The Hughleys, Fernsehserie, eine Folge)
- 2001: Tucker (Fernsehserie, eine Folge)
- 2001: Bob Patterson (Fernsehserie, eine Folge)
- 2002: Crossing Jordan – Pathologin mit Profil (Crossing Jordan, Fernsehserie, eine Folge)
- 2002: New Best Friend – Gefährliche Freundin (New Best Friend)
- 2002: Nancy Drew – Auf der Suche nach der Wahrheit (Nancy Drew, Fernsehfilm)
- 2002: St. Sass (Fernsehfilm)
- 2002–2003: Die wilden Siebziger (That ’70s Show, Fernsehserie, acht Folgen)
- 2003: Lady Cops – Knallhart weiblich (The Division, Fernsehserie, eine Folge)
- 2003: Sunset Motel
- 2004: Americana (Fernsehfilm)
- 2004: On the Couch (Kurzfilm)
- 2004: Like Cats and Dogs (Fernsehfilm)
- 2004: King of Queens (The King of Queens, Fernsehserie, eine Folge)
- 2005: Bobby Cannon (Fernsehfilm)
- 2005: New York Cops – NYPD Blue (NYPD Blue, Fernsehserie, eine Folge)
- 2005: Pizza & Amore (Pizza My Heart, Fernsehfilm)
- 2005: Out of Practice – Doktor, Single sucht … (Out of Practice, Fernsehserie, eine Folge)
- 2006: Without a Trace – Spurlos verschwunden (Without a Trace, Fernsehserie, eine Folge)
- 2006: Four Kings (Fernsehserie, eine Folge)
- 2006: Related (Fernsehserie, fünf Folgen)
- 2006: Unterfinanziert (Underfunded, Fernsehfilm)
- 2007: Ganz schön schwanger (Notes from the Underbelly, Fernsehserie, eine Folge)
- 2008: Numbers – Die Logik des Verbrechens (Numb3rs, Fernsehserie, eine Folge)
- 2009: The New 20’s (Kurzfilm)
- 2009: Big Red
- 2010: Better with You (Fernsehserie, eine Folge)
- 2011: Issues (Fernsehserie, eine Folge)
- 2012: Navy CIS (NCIS, Fernsehserie, eine Folge)
- 2012: Hull Damage: First Mate (Kurzfilm)
- 2012: The Mentalist (Fernsehserie, eine Folge)
- 2013: Who the F Is Buddy Applebaum
- 2014: Girltrash: All Night Long
- 2014: #Stuck
- 2015: Other Madnesses
- 2016: Masters of Sex (Fernsehserie, drei Folgen)